# Benitochromis finleyi
Benitochromis finleyi is een straalvinnige vissensoort uit de familie van de cichliden (Cichlidae). De wetenschappelijke naam van de soort is voor het eerst geldig gepubliceerd in 1974 door Ethelwynn Trewavas als Chromidotilapia finleyi. De soort komt voor in Kameroen in het stroomgebied van de Mungo-rivier.